# Кројцвертхајм
Кројцвертхајм (њем. Kreuzwertheim) град је у њемачкој савезној држави Баварска. Једно је од 40 општинских средишта округа Мајна-Шпесарт. Према процјени из 2010. у граду је живјело 3.766 становника. Посједује регионалну шифру (AGS) 9677151.

## Географски и демографски подаци
Кројцвертхајм се налази у савезној држави Баварска у округу Мајна-Шпесарт. Град се налази на надморској висини од 140–300 метара. Површина општине износи 20,0 km². У самом граду је, према процјени из 2010. године, живјело 3.766 становника. Просјечна густина становништва износи 188 становника/km².